# Królowa Śniegu (film 2002)
Królowa śniegu (ang. Snow Queen) – brytyjsko-amerykański film telewizyjny z 2002 roku w reżyserii Davida Wu. Film jest dość swobodną adaptacją baśni Andersena o tym sam tytule.

## Treść
Gerda jest młodą kobietą, córką właściciela hotelu. Jest zakochana w Kaju, przystojnym mężczyźnie pracującym u jej ojca. Pewnej nocy, podczas zbliżającej się burzy śnieżnej, do hotelu przyjeżdża tajemnicza kobieta w białym futrze. Następnego ranka kobieta znika, znika także i Kai. Gerda wyrusza na poszukiwania ukochanego.

## Obsada
- Bridget Fonda – Królowa Śniegu
- Jeremy Guilbaut – Kai
- Chelsea Hobbs – Gerda
- Meghan Black – rozbójniczka
- Kira Clavell – Księżniczka Lata
- Suzy Joachim – Jesienna rozbójniczka
- Jennifer Clement – Wiosenna wiedźma
- Robert Wisden – Wolfgang
- Dan Payne – Książę
- Duncan Fraser – Major
- Daniel Gillies – Delfont Chalfont
- Kris Pope – Reginald Priceless
- Wanda Cannon – Minna
- Jessie Borgstrom – 8-letnia Gerda